# Heubach (Masserberg)
Heubach ist ein Ortsteil der Gemeinde Masserberg im Landkreis Hildburghausen im Freistaat Thüringen.

## Geografie
Heubach erstreckt sich in einer Höhe von 600 bis 720 Meter am mittleren Lauf der Biber bis zum Südosthang des Höhebergs.

## Geschichte

### Mittelalter
Die Gründung des Ortes, dessen Name vermutlich vom Haidebach abgeleitet wurde, geht auf die günstige Lage an der alten Handelsstraße zurück. Diese wird bereits 1190 als „Via publica“ urkundlich erwähnt und überquerte – von Nürnberg kommend – bei Heubach den Thüringer Wald in einer Höhe von 720 m ü. NN in Richtung Erfurt. 1416 wurde, wie oft an Handelsstraßen üblich, die Konzession für eine Fuhrmannschenke erteilt. 1462 wurde eine Kapelle errichtet, die dem heiligen Wolfgang, dem Beschützer der Reisenden und Kranken, gewidmet war und zu einem häufig besuchten Wallfahrtsort wurde. Die Vorgängerbauten dieser Kapelle waren mehrmals zerstört und wiederaufgebaut worden.

### Neuzeit
Im Dreißigjährigen Krieg wurden 18 Häuser des Ortes zerstört. 1647 wurde das Dorf Sitz einer Pfarrei. Heubach gehörte zum Amt Eisfeld im Herzogtum Sachsen-Gotha, nach dessen Teilung 1680 zum Herzogtum Sachsen-Meiningen. 1722 ereignete sich ein Großbrand, dem fast der gesamte Ort zum Opfer fiel. Die Einwohner fanden mit Landwirtschaft, in der Holzverarbeitung, als Weber sowie in der Eisensteingrube zwischen Heubach und Fehrenbach ein bescheidenes Auskommen. Außerdem gab es mehrere Mühlen, darunter bis zu fünf Schneidmühlen. Heubach war Sitz einer herzoglichen Försterei.
1852 wurden 768 Einwohner gezählt. Um diese Zeit wurde ein Dampfsägewerk errichtet, später auch ein Betrieb der Veilsdorfer Porzellanfabrik. Da die Erwerbsmöglichkeiten jedoch weiterhin gering blieben, galt der Ort zeitweise als Notstandsgebiet. 1931 war Heubach Austragungsort des Kongresses der Waldarmut.
Zur Belebung des Ortes trug insbesondere der ab den 1960er Jahren einsetzende Tourismus bei. Besondere Bekanntheit erlangte insbesondere das FDGB-Ferienheim „Hermann Duncker“. Zu DDR-Zeiten wurde im Ort durch den VEB (K) Binnenreederei Berlin ein Kinder-Ferienlager betrieben, das heute als Schullandheim und Freizeitcamp genutzt wird.
Bereits am 1. April 1974 wurde Einsiedel eingemeindet. Am 1. April 1997 wurde Heubach durch den Zusammenschluss mit einigen umliegenden Gemeinden Ortsteil der Einheitsgemeinde Masserberg. Seit 2001 ist Einsiedel nicht mehr Bestandteil Heubachs, sondern ein eigenständiger Ortsteil.

## Sehenswürdigkeiten
- Dorfkirche St. Wolfgang

## Persönlichkeiten
- Johann Georg Andreas von Brückner (1744–1814), Jurist